# Aerodium
Aerodium ist ein Designer und Hersteller von Vertikalwindtunneln in Riga, Lettland. Das Kerngeschäft ist der Verkauf und die Vermietung von Windkanälen für die Unterhaltungs- und Militärindustrie, Aerodium betreibt aber auch verschiedene Standorte im Rahmen von Franchise-Vereinbarungen. Ein zweiter ist mit der Organisation von Shows und Vorführungen für Markenwerbung, Festivals und andere Feierlichkeiten in der ganzen Welt verbunden.

## Geschichte
1979 kam der kanadische Erfinder Jean Saint-Germain auf die Idee, den ersten vertikalen Windtunnel für Bodyflying zu bauen. Nachdem er Investitionen in Höhe von $450.000 angesammelt hatte, eröffnete er den ersten kommerziellen Windtunnel in Saint-Simon-de-Bagot, 70 km östlich von Montreal. Saint-Germain, ein ehemaliger Fallschirmspringer der Armee, besaß zwei Fallschirmschulen, als er auf die Idee kam, dass ein Aerodium seinen Schülern helfen würde, den freien Fall effizienter zu üben. 1982 verkaufte Jean Saint-Germain das Konzept des vertikalen Windtunnels an Les Thompson und Marvin Kratter, die ihre eigenen Windtunnel in Pigeon Forge (Tennessee) und Las Vegas (Nevada) bauten. Bald darauf verkaufte Saint-Germain die Franchise-Rechte für 1,5 Millionen US-Dollar an Kratter. Ursprünglich als „Aérodium“ bekannt, wurde es 1984 und 1994 von Jean Saint-Germain in den USA als „Levitationarium“ unter den Patenten Nr. 4,457,509 bzw. 5,318,481 registriert.
Nach einem Treffen mit François Saint-Germain (Sohn von Jean Saint-Germain) beschloss der lettische Unternehmer Ivars Beitāns im Jahr 2003 das Konzept des Aerodium-Windtunnels weiterzuentwickeln. Im Sommer 2005 wurde in der lettischen Stadt Sigulda der erste vertikale Windtunnel Osteuropas eröffnet. Schritt für Schritt verbesserte das Unternehmen die technischen Lösungen und begann mit der Herstellung von kommerziellen Windtunneln in Lettland unter dem Namen Aerodium Technologies.

## Shows, Performances und Meilensteine
Aerodium hat sich auf Open Windkanäle spezialisiert und ist im Laufe der Jahre zum führenden Unternehmen von verschiedenen Bodyflying-Shows und Performances auf der ganzen Welt geworden.
Ein Meilenstein in der Geschichte des vertikalen Windtunnels war die „Windmaschine“ bei den Abschlusszeremonien der Olympischen Winterspiele 2006 in Turin, die von Aerodium als Sonderanfertigung hergestellt wurde. Die meisten Zuschauer auf der Welt hatten noch nie einen vertikalen Windkanal gesehen und waren fasziniert von den fliegenden Menschen ohne Kabel. Die Show drehte sich um einen fliegenden Snowboarder (von Ivars Beitāns selbst aufgeführt) und andere noch nie gesehene visuelle Effekte.
Eine vertikale Windtunnel-Performance auf dem Roten Platz in Moskau wurde 2009 während der Präsentation des Logos der Olympischen Winterspiele 2014 von Sotschi gezeigt.
Im Jahr 2010 wurde im lettischen Pavillon der Expo 2010 in Shanghai, China, ein vertikaler Windtunnel ausgestellt. Aerodium war der Generalunternehmer des Pavillons und 6 Monate lang präsentierte man alle 30 Minuten den Besuchern Flugshows. Er lockte um sich eine große Menge von Zuschauern, und einigen VIPs wurde sogar erlaubt im Tunnel zu trainieren und zu fliegen. Der Tunnel war der erste vollständig transparente Windtunnel mit ringförmiger Luftführung der Welt, der es den Zuschauern ermöglichte, die Aufführungen von allen Seiten zu betrachten.
2013 wurde eine neue Windtunnelanwendung eingeführt, als Aerodium im „Sirius Sport Resort“ in Finnland den weltweit ersten Tunnel baute, der für Indoor Base-Jumping geeignet war. Im Vergleich zu anderen Modellen konnten Fallschirmspringer nun nicht nur vom Boden aus in den Windkanal eintreten, sondern auch aus einer Höhe von 15 Metern hinein springen und so einen Absprung von einem Gebäude simulieren.
2016 präsentierte Aerodium das Projekt „Flying Dream“, ein einzigartiges Windtunnel-Amphitheater. Es befindet sich in Dengfeng, neben dem Berg Song, in der Nähe des berühmten Shaolin Klosters in China. Der Windtunnel ist Teil einer Flug- und Mönchs-Kung-Fu-Show.
Im selben Jahr wurde der Shanghai Disneyland Park, der erste auf dem chinesischen Festland, in Pudong, China, eröffnet. Aerodium wurde eingeladen, für die Live-Action-Show Fluch der Karibik „Auge des Sturms: Captain Jacks Stunt-Spektakel“ einen einzigartigen permanenten, wandlosen Windkanal zu entwerfen. Stand 2019 ist es der einzige wandlose Windkanal mit ringförmiger Luftführung der Welt.

## Filmprojekte
Die Outdoor Windtunnel von Aerodium haben auch das Interesse der Filmindustrie geweckt. Während der Expo 2010 versuchte Jackie Chan in einem vertikalen Tunnel des lettischen Pavillons zu fliegen. Zwei Jahre später, im Jahr 2012, verbrachte er drei Wochen beim Training und Dreharbeiten in Lettland für eine Luftkampfszene für den Film Armour of God – Chinese Zodiac.
2017 baute Aerodium den größten vertikalen Windtunnel der Welt mit einer Größe von 3,5 m × 6,5 m, was der vierfachen Größe eines typischen Windtunnels entspricht. Es bekam den Namen Peryton und wurde von Tom Cruise während des Trainings für den sechsten Teil von Mission: Impossible mit dem Titel Mission: Impossible – Fallout verwendet. Um eine der Anfangsszenen des Films zu drehen, musste Tom Cruise über 100 HALO-Sprünge ausführen. Neil Corbould, Special Effects Supervisor, sagte: „Es war ziemlich viel, aber wenn er nicht die Zeit im Windtunnel gehabt hätte, wären es 250 gewesen.“